# San Marzano Oliveto
San Marzano Oliveto ist eine Gemeinde in der italienischen Provinz Asti (AT), Region Piemont.

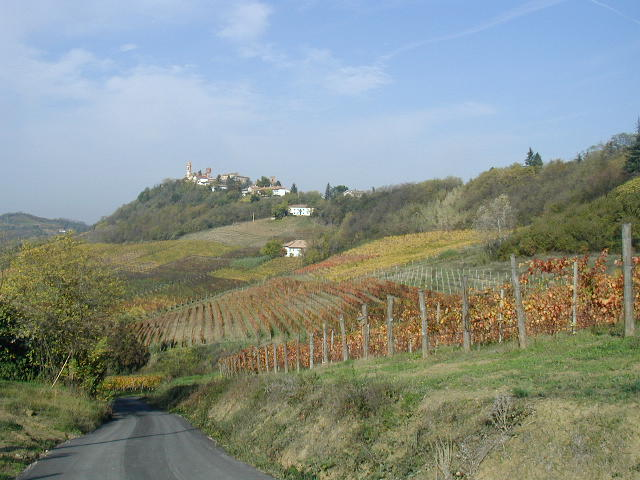
Fernsicht auf San Marzano Oliveto

## Lage und Einwohner
San Marzano Oliveto liegt 27 km südlich von der Provinzhauptstadt Asti entfernt. Die Gemeinde liegt unweit des Belbo (Flusssystem des Po). Das Gemeindegebiet umfasst eine Fläche von neun km² und hat 994 Einwohner (Stand 31. Dezember 2023). Zur Gemeinde zählen noch die Ortschaften von Corte, Leiso, Mariano, Saline und Italiana.
Die Nachbargemeinden sind Calamandrana, Canelli, Castelnuovo Calcea, Moasca und Nizza Monferrato.